# Banzuke (sumo)

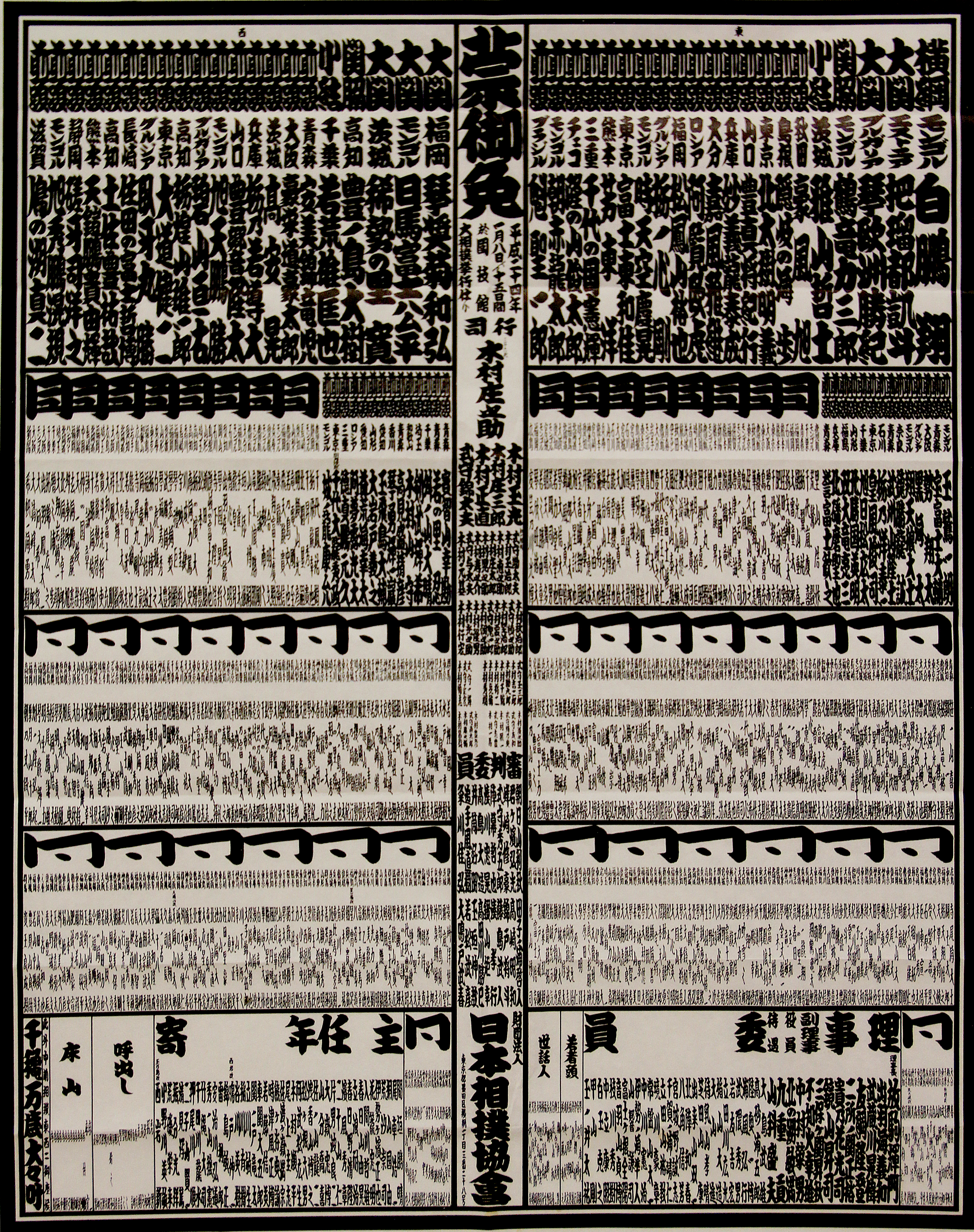
Banzuke del torneo de enero de 2012.

Un banzuke (番付), oficialmente llamado banzuke-hyō (番付表) es un documento en el cual se presentan las clasificaciones de los luchadores de sumo (rikishi) publicado antes de cada torneo oficial (honbasho). El término también puede referirse a la misma clasificación. El documento es comúnmente publicado al rededor de dos semanas antes de que empiece un torneo. 
En el banzuke, los luchadores están divididos en dos columnas, Este, impreso en el lado derecho, y Oeste, impreso en el lado izquierdo. Cada luchador tiene escrito tanto su shikona (nombre de ring), como su ciudad de origen y rango en el documento. En la parte superior de la hoja se encuentran los luchadores en la división más alta del sumo, el makuuchi, escritos en caracteres grandes y gruesos, mientras que en la parte inferior están los de las divisiones mas bajas los cuales son escritos con caracteres pequeños muy finos. Los nombres de los gyōji (árbitros de sumo), yobidashi (ujieres/asistentes), shimpan (jueces), oyakata (ejecutivos de la Asociación Japonesa de Sumo), y ocasionalmente tokoyama (peluqueros), también se encuentran escritos en la columna central del documento.
A pesar de no ser tan antiguo como el mismo sumo, la forma y producción del banzuke puede se trazada hasta el año 1761, y ha sido un componente definitorio en el sumo durante siglos. En la misma forma tradicional japonesa, el banzuke es leído de derecha a izquierda, y de arriba hacia abajo. Este es considerado como un objeto de colección por los aficionados del sumo.

## Preparación delbanzuke

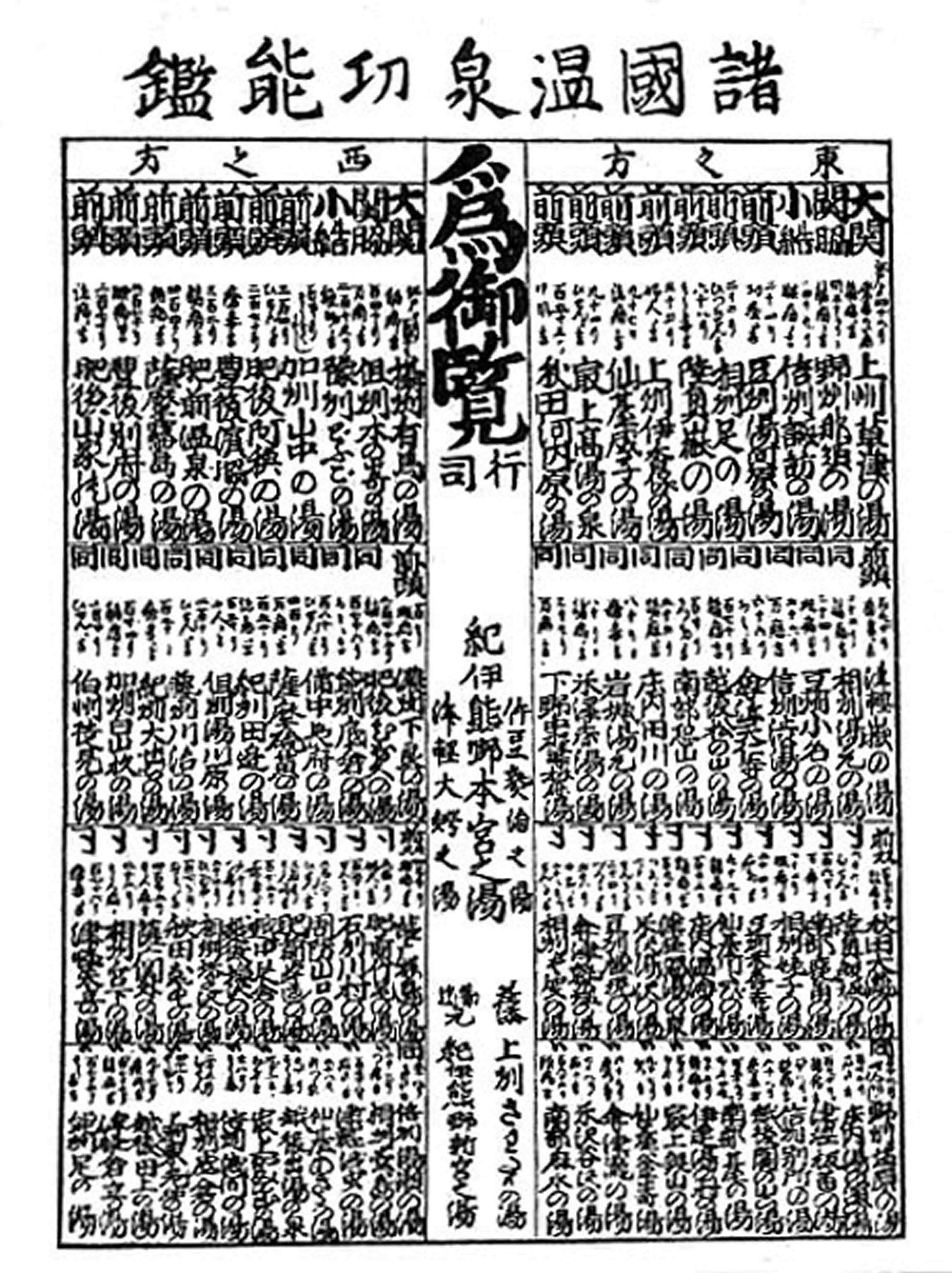
Un banzuke para un onsen (諸国温泉効能鑑, Shokoku onsen kōnō-kan) publicado en febrero de 1851 (Kaei 4)

Las clasificaciones en el banzuke son decididas en una asamblea compuesta por veinte jueces de sumo (shimpan) y tres supervisores los cuales se reúnen unos días después de finalizado un torneo. La asamblea asigna rangos a más de 600 luchadores en seis divisiones distintas basados en su rendimiento en los torneos previos. No existen normas precisas en cuanto a la asignación de los rangos, sin embargo, la regla general dicta que aquellos luchadores que hayan obtenido un kachi-koshi (mas victorias que derrotas) son promovidos en la clasificación directamente mientras que aquellos que hayan obtenido un make-koshi (mas derrotas que victorias) son degradados. El porcentaje de victorias y derrotas de un luchador le sirve a los jueces como punto de referencia para estimar hasta donde puede subir o bajar un contendiente dentro de la clasificación.

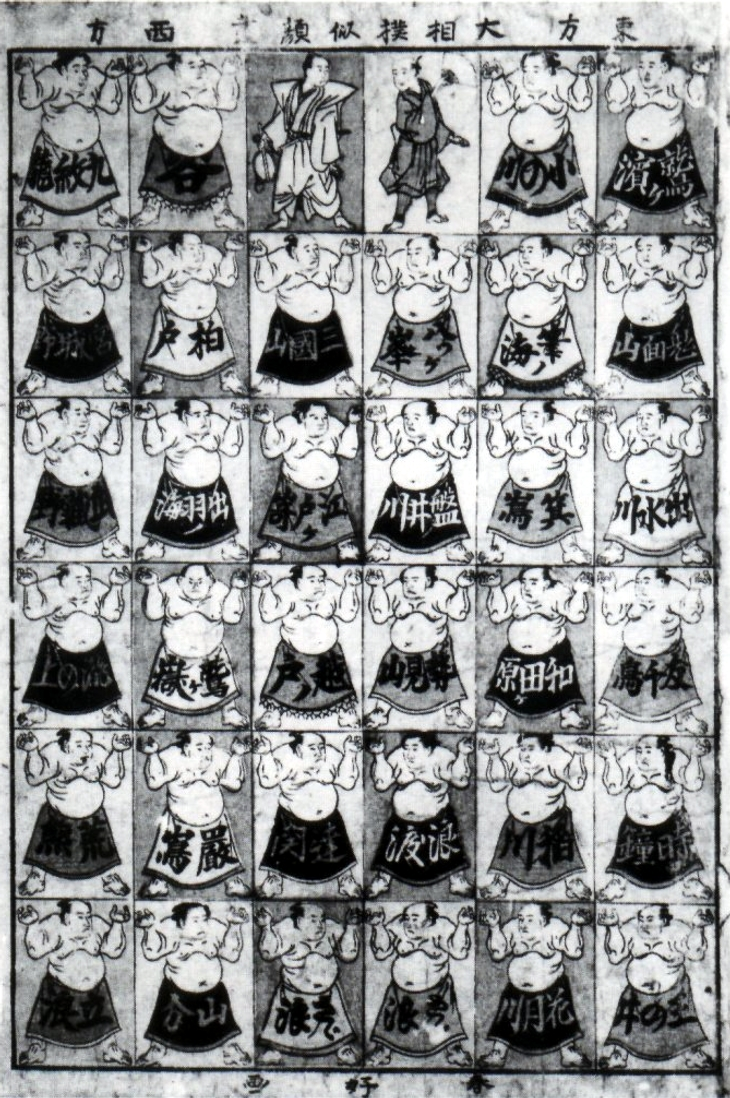
Banzuke ilustrado del basho de abril de 1788

Luego, los gyōji de alto rango asumen la laboriosa tarea de copiar a mano las nuevas clasificaciones en un rollo de papel tradicional japonés llamado maki. Estos escriben cuidadosamente los caracteres kanji de cada luchador que participe en un torneo utilizando un estilo de caligrafía llamado sumo moji. Esta es una tarea muy intrincada y requiere de una habilidad bastante considerable. Usualmente, a los gyōji les toma una semana para completar el documento. La información del banzuke es guardada cuidadosamente por varias semanas antes de su revelación, lo cual ocurre comúnmente un lunes trece días antes de que inicie un torneo oficial. Existe una excepción en cuanto a la información con respecto a los luchadores que han sido promovidos de la tercera división (makushita) a la segunda división (jūryō), ya que sus nombres se dan a conocer inmediatamente cuando estos obtienen el estatus de sekitori, teniendo que realizar ciertos preparativos necesarios para ello. La revelación de un banzuke también puede ser pospuesta si el día tradicional de publicación cae en un día festivo nacional.
El banzuke es luego impreso en papel con un tamaño bastante reducido (58 centímetros por 44 centímetros) y las copias son distribuidas por la Asociación Japonesa de Sumo. Los establos de sumo compran el documento al por mayor para así otorgarle copias a sus patrocinadores. Las casas de té en la arena de sumo de Tokio, el Ryōgoku Kokugikan, también lo compran para distribuirlos entre sus clientes. El banzuke también puede encontrarse a la venta a un cómodo precio justo en el lugar de un torneo.